# Leite de castanha
Leite de castanha é um tipo de leite originário do norte do Brasil. É produzido a partir de castanhas descascadas e raladas, encontradas nos ouriços dos castanhais existentes na Amazônia brasileira.
De sabor suave, com o leite é possível preparar doces, mingaus e pratos elaborados como o  "acastanhado", um prato clássico na cozinha destas regiões. Decantado, ele também  produz óleo de cozinha usado para o preparo de frituras e outros alimentos.